# Cnephasitis
Cnephasitis is een geslacht van vlinders van de familie bladrollers (Tortricidae), uit de onderfamilie Tortricinae.

## Soorten
- C. apodicta Diakonoff, 1974
- C. dryadarcha (Meyrick, 1912)
- C. spinata Liu & Bai, 1986